# راسيل تاكر
راسيل تاكر (بالإنجليزية: Russell Tucker)‏ هو منافس ألعاب قوى جنوب أفريقي، ولد في 11 أبريل 1990 في Barberton, South Africa ‏ في جنوب أفريقيا.

## وصلات خارجية
- راسيل تاكر على موقع الاتحاد الدولي لألعاب القوى (الإنجليزية)